# メイドのお時間
メイドのお時間（メイドのおじかん）は、インターネットラジオ放送局BBstationで2009年（平成21年）11月18日から2010年（平成22年）2月3日まで毎週水曜日 24:00 - 25:00に配信していた。民安ともえ（理恵 役）・ロア健治（平蔵 役）・高原なえ（桜子 役）がパーソナリティ。

## スタッフ
パーソナリティ
民安ともえ（2009年（平成21年）11月18日 - 2010年（平成22年）2月3日）
ロア健治（同上）
高原なえ（同上）
アシスタント（東京アニメーター学院の生徒）
浅羽柚花（2009年（平成21年）11月18日 - 2010年（平成22年）2月3日）
小西朋美（同上）
嶋田晴奈（？ - ）
川合小夏（同上）
ディレクター
構成作家
伊福部崇

## 番組コーナー
ただいま修行中！メイド検定
民安ともえ(理恵 役)・高原なえ(桜子 役)が一流のメイドになる為、毎回お題に沿って対決するコーナー。
ラジオドラマ『メイドのお仕事!』
声の出演
理恵：民安ともえ
平蔵：ロア健治
ゆかり：黒岩心々
金蔵：田中一成
桜子：高原なえ
真夜：嶋田晴奈
アイ：浅羽柚花
マイ：小西朋美
ミイ：川合小夏
ロア健治の第二の故郷でラーメンうんちく
長年、世田谷区に居住しているロア健治が世田谷区にある個人的に旨いラーメン店についてとことん語りつくすコーナー。
めざせ！グラミー賞メイド隊

## ゲスト
| 放送回 | 放送日                   | ゲスト出演者 | 備考                  |
| ------ | ------------------------ | ------------ | --------------------- |
| 第12回 | 2010年（平成22年）2月3日 | MARUTA       | メイドのお仕事!原作者 |

### 音楽
- オープニングテーマ『ダーリン降臨！』歌：絶対領域少女。
- エンディングテーマ『魔法の言葉。』歌：FullMooN.13(フルムーン)